# Mačkovac (Kruševac)
Pour les articles homonymes, voir Mačkovac.
Mačkovac (en serbe cyrillique : Мачковац) est une localité de Serbie située sur le territoire de la Ville de Kruševac, district de Rasina. Au recensement de 2011, elle comptait 1 079 habitants.
Mačkovac est officiellement classé parmi les villages de Serbie.

## Démographie

### Évolution historique de la population
| 1948  | 1953  | 1961  | 1971  | 1981  | 1991  | 2002  | 2011  |
| ----- | ----- | ----- | ----- | ----- | ----- | ----- | ----- |
| 1 660 | 1 719 | 1 684 | 1 590 | 1 534 | 1 433 | 1 295 | 1 079 |

|  |